# Uvaria albertisii
Uvaria albertisii este o specie de plante angiosperme din genul Uvaria, familia Annonaceae, descrisă de Friedrich Ludwig Diels. Conform Catalogue of Life specia Uvaria albertisii nu are subspecii cunoscute.